# Berliner Sportpalast
Berliner Sportpalast var en alsidig sports- og kongreshal med plads til over 10.000 tilskuere. Den lå på Portsdamer Strasse 172 i Berlin-Schöneberg. Hallen blev bygget i 1910 og nedrevet den 13. november 1973. Hallen blev især kendt på grund af Sportpalasttalen af Joseph Goebbels, der i 1943 opfordrede til total krig.

## Overblik
Det "Internationale Sportpalast- und Winter-Velodrom GmbH" købte området i 1909 og overdrog byggeriet til arkitekten Hermann Dernburg. Ved åbningen i november 1910 var hallen en sensation, især på grund af skøjtebanen, der dengang var den største i verden. Hallen gav for første gang ishockey og hurtigløb på skøjter mulighed for at blive set af et stort publikum og de blev en stor succes i Berlin. Sportpalast blev åbnet af komponisten og dirigenten Richard Strauss, dirigerede Beethovens 9. Symfoni. De mange uheld som de optrædende kom ud for vakte opsigt. De skulle gå over isen til et podium for at spille, og mange af musikerne gled på vejen. 
Alt efter typen af foranstaltning og hvordan stolene blev placeret var der plads til op til 10.000 tilskuere, og dermed var Sportpalast i mange år den største hal i Berlin. 

## Vanskeligheder i begyndelsen og boom
I starten svigtede publikum og få måneder efter åbningen gik hallen konkurs. En mæcen sprang til og krisen blev overvundet. 
I de fornøjelsessyge 1920'ere oplevede Sportpalast et boom. Her foregik de store boksekampe med bl.a. Hans Breitensträter (der blonde Hans), Sabri Mahir (der schreckliche Türke) og Max Schmeling (kaldet Maxe). Blandt tilskuerne så man ofte Enrico Caruso, Richard Tauber, Hans Albers, Fritz Kortner og Bertolt Brecht.
1923 gennemførtes den første indendørs rideturnering i verden i Sportpalast, hvilket afstedkom en interesse for denne for form sportsforanstaltninger, der stadig holder ved. 

## Seksdagesløb
Siden 1911 foregik det årlige seksdagsløb i Sportpalast, som fortsat er en tradition i Berlin. 
Hallen blev også anvendt som biograf, og blev i 1919 betegnet som den største biograf i verden. 

## Politik
Efter grundlæggelsen af Weimar-republikken blev Sportpalast i stigende grad benyttet af de store partier til deres landsmøder. Kendte talere var bl.a. den senere rigskansler Heinrich Brüning fra det tyske centrumparti, arbejderføreren Ernst Thälmann fra det tyske kommunistparti og den senere propagandaminister Joseph Goebbels.
Efter ophævelsen af forbuddet mod NSDAP i Berlin i september 1928 blev også deres foranstaltninger i Sportpalast stadig hyppigere. Goebbels blev snart klar over hvilket propaganda potentiale der lå i denne hal og betegnede den som "vores tribune". Som følge heraf blev det efter magtovertagelsen i 1933 ikke tilladt oppositionen at holde møder i Sportpalast. Ligeledes fandt der efterhånden også kun få sportsforanstaltninger sted i bygningen. 

## Krigen
Som vigtigste politiske begivenhed i hallen regnes derfor også Goebbels' Sportpalasttale den 18. februar 1943. Slaget om Stalingrad var netop tabt, og befolkningen skulle overbevises om at der skulle ydes ofre i form af en total krig.
Den 30. januar 1944 blev Sportpalast ødelagt af allierede bomber. Allerede under krigen blev murbrokkerne fjernet fra ruinerne. I vinteren 1944-1945 blev der vist kunstskøjteløb under fri himmel. 
Hurtigere end de fleste huse i Potsdamer Strasse blev Sportspalast genopbygget i en stærkt forenklet form og blev i 1949 udstyret med et nødtørftigt tag, som forblev der indtil bygningen blev revet ned. Den store foyer manglede og blev ikke senere genopbygget. 

## Koncerthus
I de følgende år blev Sportpalast fortrinsvis brugt som koncertsal, bl.a. med The Who, Pink Floyd, Beach Boys, Jimi Hendrix, Deep Purple og The Nice. Da fansene i 1958 gik amok ved en koncert med Bill Haley opstod der skader for 30.000 DM, hvorefter politiet under den regerende borgmester Willy Brandt indrettede et kartotek med bøller og slagsbrødre for at få styr på læderjakkerne, der i betænkelig grad mindede om de tidligere brunskjorter. 
Af andre stjerner, som optrådte i Sportspalast kan nævnes Ella Fitzgerald, Lionel Hampton og Frank Zappa, der imidlertid blev hevet ned af scenen af den Außerparlamentarische Opposition, fordi han havde udtalt sig til fordel for evolution frem for revolution.
Sportpalasts tidligere popularitet blev aldrig genskabt. Hertil kom at sektorgrænsen lå tæt ved, og efter etableringen af Berlinmuren i 1961 mistede hallen sin centrale placering og fik sit indtægtsgrundlag alvorligt beskåret.

## Nedrivning og nybyggeri på grunden
Da driften af hallen ikke længere kunne betale sig, og ejeren, som i årevis måtte klare sig uden støtte fra staten, uventet døde ved et uheld, blev hallen i 1973 solgt og nedrevet til fordel for et boligprojekt den 13. november 1973. 
Det nye sociale boligbyggeri på grunden er 10 etager høje boligblokke og kaldes i folkemunde for "Sozialpalast" .

## Eksterne kilder
- Artikel der Berlinischen Monatsschrift (archivierte Webseite unter web.archive.org)
- Foto von 1973

52°29′41″N 13°21′33″Ø / 52.49472°N 13.35917°Ø